# Gare de Courseulles
La gare de Courseulles, était une gare française, située dans la commune de Courseulles-sur-Mer, elle était le terminus de la ligne de Caen à la mer, au départ de la gare de Caen-Saint-Martin via la gare de Luc-sur-Mer. Entre cette dernière gare et le terminus la ligne longeait la mer. Cette ligne était exploitée par la Compagnie de chemin de fer de Caen à la mer.

## Histoire

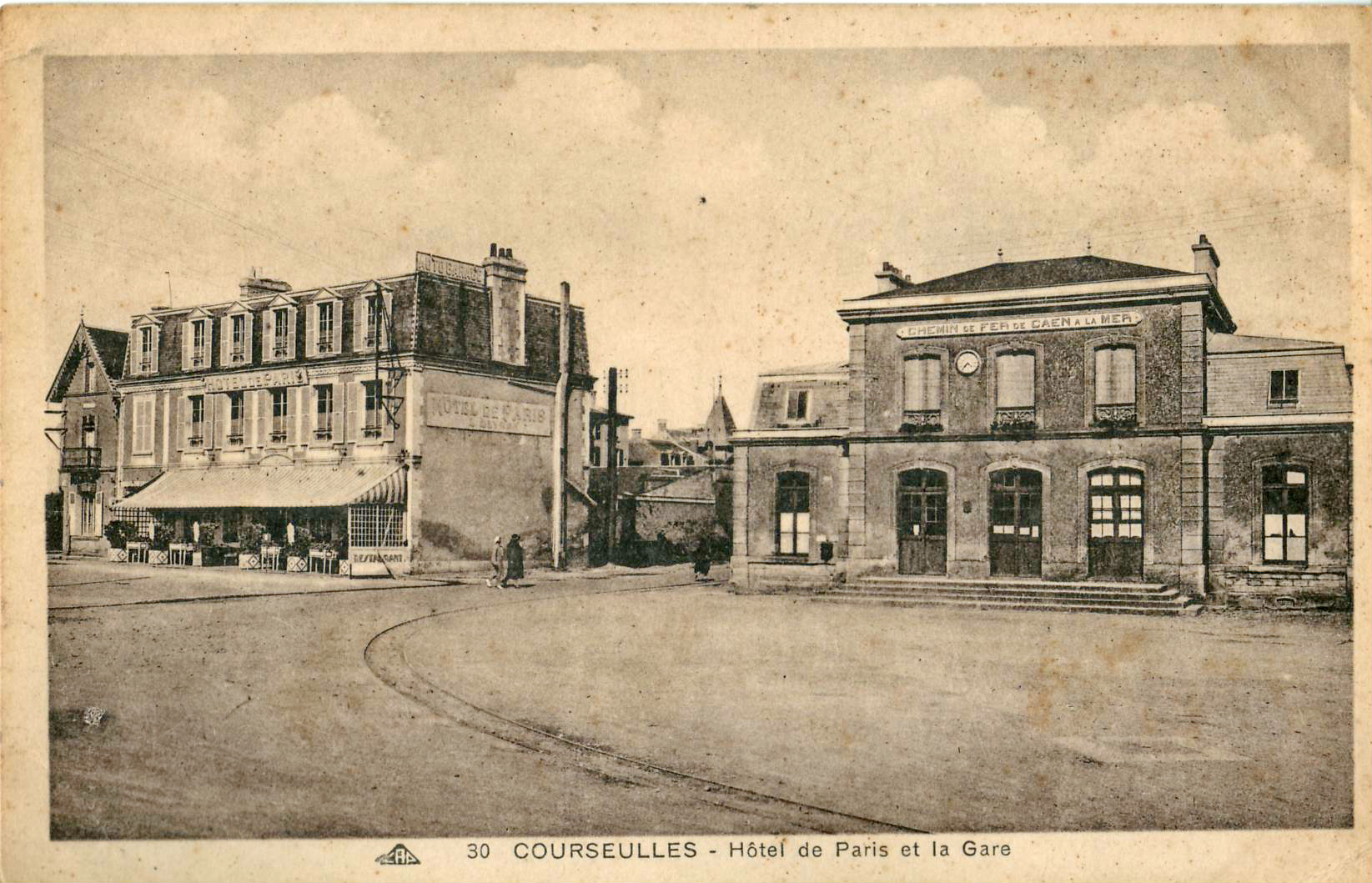
La façade de la gare dans l'entre-deux-guerres. On distingue clairement la voie étroite des Chemins de fer du Calvados qui contourne le bâtiment pour poursuivre vers Bayeux.

La gare fut ouverte en juillet 1876, lors de l'extension de la ligne à partir de la gare de Luc-sur-Mer. En 1900, la voie fut équipée d’un troisième rail entre Luc et Courseulles pour les trains à voie étroite des Chemins de fer du Calvados qui venaient de la gare de Caen-Saint-Pierre, via Ouistreham.
Cette ligne continuait vers Bayeux en franchissant le bassin du port sur le pont tournant. Dans les années 1930, des trains directs Paris-Courseulles ont été exploités par la Compagnie des chemins de fer de l'État.
En 1920, un raccordement est établi entre la gare et la sucrerie Bouchon située sous le château de Courseulles. Ce raccordement permet de transporter les betteraves depuis la gare de Cambes.
Pénalisée par l’obsolescence de son matériel roulant et concurrencée par le développement de l'automobile, la ligne fut fermée en 1951.

Schéma du plan des voies

## Particularités
- La gare de Courseulles-sur-Mer se situait place du 6 juin, à côté de l'hôtel de Paris. Elle faisait face à l'entrée du port.
- Dans les années 1950/1970, elle servit de gare routière, pour les autocars Renault R4190 des Courriers Normands avec garage et stationnement dans la grande cour qui existait à l'époque derrière le bâtiment.
- Elle abrite maintenant un cinéma qui se nomme "cinéma de la gare".

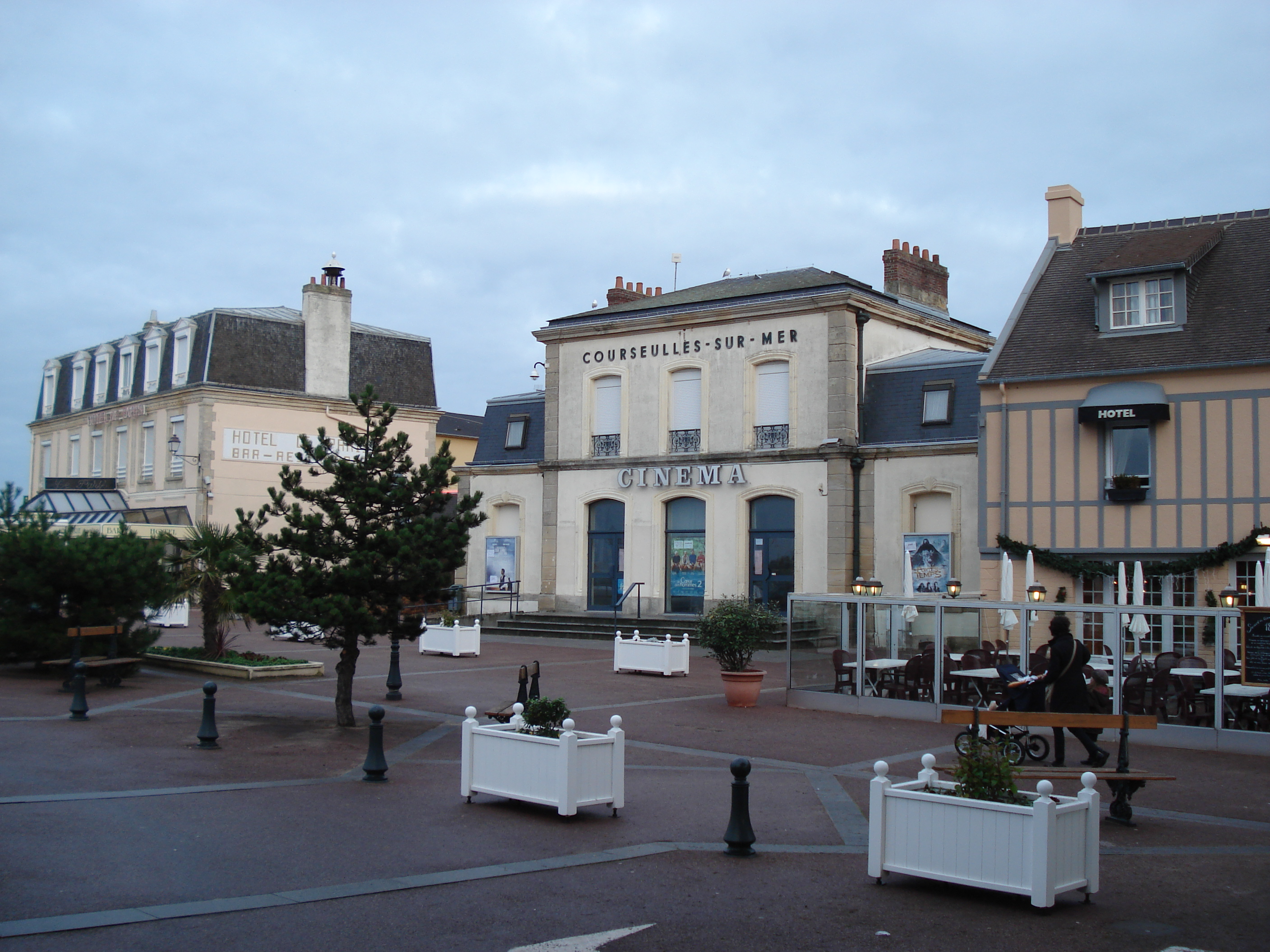
Place du 6 juin en 2007
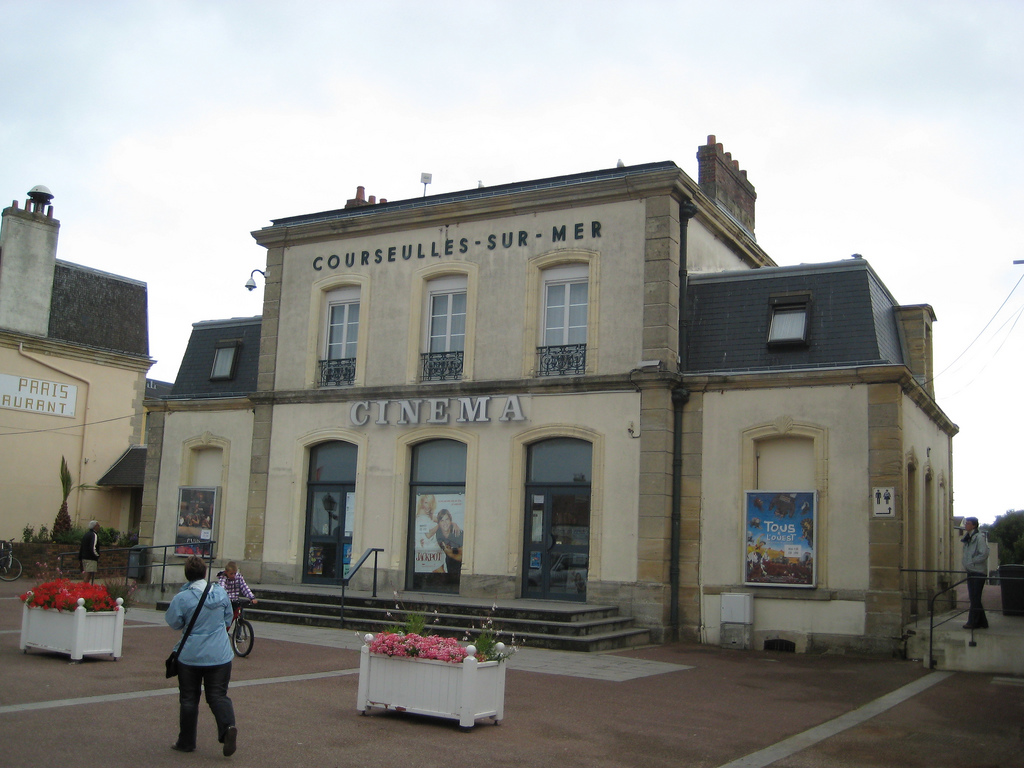
Le bâtiment de l'ancienne gare en 2008